# Treasure
"Treasure" é uma canção do artista musical Havaiano  Bruno Mars, contida em seu segundo álbum de estúdio Unorthodox Jukebox (2012). A faixa foi composta por Mars, Philip Lawrence, Ari Levine, Phredley Brown e produzida pelos The Smeezingtons. O tema foi enviado para as estações de rádio dos Estados Unidos em 17 de junho de 2013, servindo como o terceiro single do disco.

## Lista de faixas
| Download digital |            |                                                         |         |  |
| N.º              | Título     | Compositor(es)                                          | Duração |  |
| 1.               | "Treasure" | Bruno Mars, Philip Lawrence, Ari Levine, Phredley Brown | 2:56    |  |

## Desempenho nas tabelas musicais

### Posições
| Parada musical (2013)                          | Melhor posição |
| ---------------------------------------------- | -------------- |
| O campo songid é OBRIGATÓRIO PARA PARADA ALEMÃ | 91             |
| Austrália (ARIA)                               | 10             |
| Bélgica (Ultratip Bubbling Under de Flandres)  | 7              |
| Bélgica (Ultratip Bubbling Under da Valônia)   | 8              |
| Brasil - Billboard Brasil Hot 100              | 35             |
| Brasil - Brasil Hot Pop Songs                  | 8              |
| Canadá (Canadian Hot 100)                      | 4              |
| Estados Unidos (Billboard Hot 100)             | 5              |
| Estados Unidos (Billboard Mainstream Top 40)   | 13             |
| Estados Unidos (Billboard Adult Top 40)        | 24             |
| França (SNEP)                                  | 46             |
| Hungria (Rádiós Top 40)                        | 20             |
| Irlanda (IRMA)                                 | 27             |
| Israel (Media Forest)                          | 2              |
| Nova Zelândia (Recorded Music NZ)              | 14             |
| Países Baixos (Dutch Top 40)                   | 21             |
| Reino Unido (UK Singles Chart)                 | 35             |

## Histórico de lançamento
| País           | Data                | Formato          | Gravadora |
| -------------- | ------------------- | ---------------- | --------- |
| Alemanha       | 7 de junho de 2013  | Rádio mainstream | Atlantic  |
| Reino Unido    | 17 de junho de 2013 | Download digital | Atlantic  |
| Estados Unidos | 17 de junho de 2013 | Download digital | Atlantic  |